# 목요일의 아이
《목요일의 아이》는 1984년 6월 22일에 방영된 KBS 1TV 청소년문학관 시리즈 중 아홉 번째 작품이다.

## 줄거리
준형은 어머니의 심부름으로 고시공부를 하고 있는 형 윤형에게 음식을 가져다 주려고 절에 왔다. 준형은 그곳 약수터에 갔다가 아버지의 1주기 재를 올리기 위해 온 아이를 만나게 되고, 서울에 올라와서도 계속 그 아이의 모습이 아른거려 괴롭다. 그러던 중 준형은 친구의 부탁으로 연극회에 갔다가 절에서 만나 그 아이 가은을 다시 만나게 된다. 이후로 준형은 가은이 생각날 때마다 물구나무 서기로 잊으려 하지만 그게 마음대로 되지 않는다. 준형은 공부하려 도서관에 갔다가 또 다시 가은을 만나게 되면서 서로 말을 놓기로 한다. 가은은 아버지가 돌아가신 후 어머니가 다른 남자와 만나는 것을 불쾌해하던 차에 미국의 외삼촌이 부르자 이 곳을 떠나기로 한다.

## 등장 인물

### 주요 인물
- 황준욱 : 임준형 역
- 정복임 : 가은 역

### 그 외 인물
- 이순재 : 준형의 아버지 역
- 반효정 : 준형의 어머니 역
- 김세윤
- 정재순 : 가은의 어머니 역
- 이구순 : 임윤형 역
- 박용식 : 스님 역
- 권오현 : 준형의 친구 역
- 최석구

## 편성 변경
- 오후 7시 30분부터 6.25 연속기획 다큐멘터리 《비록 6.25》의 편성으로 앞당겨 방송됨.